# 대한민국 형법 제169조
대한민국 형법 제169조는 진화방해에 대한 형법각칙의 조문이다.

## 조문
제169조(진화방해) 화재에 있어서 진화용의 시설 또는 물건을 은닉 또는 손괴하거나 기타 방법으로 진화를 방해한 자는 10년 이하의 징역에 처한다.

第169條(鎭火妨害)火災에 있어서 鎭火用의 施設 또는 物件을 隱匿 또는 損壞하거나 其他 方法으로 鎭火를 妨害한 者는 10年 以下의 懲役에 處한다.

## 같이 보기
- 현주건조물방화치사죄
- 현주건조물방화죄
- 방화죄
- 마르쿠스 리키니우스 크라수스